# Unicodeblock Altpersisch
Der Unicodeblock Altpersisch (Old Persian, 103A0 bis 103DF) enthält die persische Keilschrift, in der zwischen dem 6. Jh. v. Chr. und dem 1. Jh. n. Chr. die altpersische Sprache geschrieben wurde. Die Schrift basiert zwar auf der Keilschrift, ist aber stark vereinfacht: 13 der Zeichen bezeichnen einen Konsonanten unabhängig vom folgenden Vokal (wie in einer Konsonantenschrift), und die anderen bezeichnen die übrigen 9 Konsonanten zusammen mit dem folgenden Vokal (wie in einer Silbenschrift). Außerdem gibt es häufig gebrauchte Logogramme, einen Worttrenner und eigene Zahlzeichen.

## Liste
Alle Zeichen haben die bidirektionale Klasse „links nach rechts“.
| Unicodenummer   | Zeichen (400 %) | Kategorie                               | Offizielle Bezeichnung        | Beschreibung                       |
| --------------- | --------------- | --------------------------------------- | ----------------------------- | ---------------------------------- |
| U+103A0 (66464) | 𐎠               | anderer Buchstabe, Silbe oder Ideogramm | OLD PERSIAN SIGN A            | Altpersisches Zeichen A            |
| U+103A1 (66465) | 𐎡               | anderer Buchstabe, Silbe oder Ideogramm | OLD PERSIAN SIGN I            | Altpersisches Zeichen I            |
| U+103A2 (66466) | 𐎢               | anderer Buchstabe, Silbe oder Ideogramm | OLD PERSIAN SIGN U            | Altpersisches Zeichen U            |
| U+103A3 (66467) | 𐎣               | anderer Buchstabe, Silbe oder Ideogramm | OLD PERSIAN SIGN KA           | Altpersisches Zeichen Ka           |
| U+103A4 (66468) | 𐎤               | anderer Buchstabe, Silbe oder Ideogramm | OLD PERSIAN SIGN KU           | Altpersisches Zeichen Ku           |
| U+103A5 (66469) | 𐎥               | anderer Buchstabe, Silbe oder Ideogramm | OLD PERSIAN SIGN GA           | Altpersisches Zeichen Ga           |
| U+103A6 (66470) | 𐎦               | anderer Buchstabe, Silbe oder Ideogramm | OLD PERSIAN SIGN GU           | Altpersisches Zeichen Gu           |
| U+103A7 (66471) | 𐎧               | anderer Buchstabe, Silbe oder Ideogramm | OLD PERSIAN SIGN XA           | Altpersisches Zeichen Xa           |
| U+103A8 (66472) | 𐎨               | anderer Buchstabe, Silbe oder Ideogramm | OLD PERSIAN SIGN CA           | Altpersisches Zeichen Ca           |
| U+103A9 (66473) | 𐎩               | anderer Buchstabe, Silbe oder Ideogramm | OLD PERSIAN SIGN JA           | Altpersisches Zeichen Ja           |
| U+103AA (66474) | 𐎪               | anderer Buchstabe, Silbe oder Ideogramm | OLD PERSIAN SIGN JI           | Altpersisches Zeichen Ji           |
| U+103AB (66475) | 𐎫               | anderer Buchstabe, Silbe oder Ideogramm | OLD PERSIAN SIGN TA           | Altpersisches Zeichen Ta           |
| U+103AC (66476) | 𐎬               | anderer Buchstabe, Silbe oder Ideogramm | OLD PERSIAN SIGN TU           | Altpersisches Zeichen Tu           |
| U+103AD (66477) | 𐎭               | anderer Buchstabe, Silbe oder Ideogramm | OLD PERSIAN SIGN DA           | Altpersisches Zeichen Da           |
| U+103AE (66478) | 𐎮               | anderer Buchstabe, Silbe oder Ideogramm | OLD PERSIAN SIGN DI           | Altpersisches Zeichen Di           |
| U+103AF (66479) | 𐎯               | anderer Buchstabe, Silbe oder Ideogramm | OLD PERSIAN SIGN DU           | Altpersisches Zeichen Du           |
| U+103B0 (66480) | 𐎰               | anderer Buchstabe, Silbe oder Ideogramm | OLD PERSIAN SIGN THA          | Altpersisches Zeichen Tha          |
| U+103B1 (66481) | 𐎱               | anderer Buchstabe, Silbe oder Ideogramm | OLD PERSIAN SIGN PA           | Altpersisches Zeichen Pa           |
| U+103B2 (66482) | 𐎲               | anderer Buchstabe, Silbe oder Ideogramm | OLD PERSIAN SIGN BA           | Altpersisches Zeichen Ba           |
| U+103B3 (66483) | 𐎳               | anderer Buchstabe, Silbe oder Ideogramm | OLD PERSIAN SIGN FA           | Altpersisches Zeichen Fa           |
| U+103B4 (66484) | 𐎴               | anderer Buchstabe, Silbe oder Ideogramm | OLD PERSIAN SIGN NA           | Altpersisches Zeichen Na           |
| U+103B5 (66485) | 𐎵               | anderer Buchstabe, Silbe oder Ideogramm | OLD PERSIAN SIGN NU           | Altpersisches Zeichen Nu           |
| U+103B6 (66486) | 𐎶               | anderer Buchstabe, Silbe oder Ideogramm | OLD PERSIAN SIGN MA           | Altpersisches Zeichen Ma           |
| U+103B7 (66487) | 𐎷               | anderer Buchstabe, Silbe oder Ideogramm | OLD PERSIAN SIGN MI           | Altpersisches Zeichen Mi           |
| U+103B8 (66488) | 𐎸               | anderer Buchstabe, Silbe oder Ideogramm | OLD PERSIAN SIGN MU           | Altpersisches Zeichen Mu           |
| U+103B9 (66489) | 𐎹               | anderer Buchstabe, Silbe oder Ideogramm | OLD PERSIAN SIGN YA           | Altpersisches Zeichen Ya           |
| U+103BA (66490) | 𐎺               | anderer Buchstabe, Silbe oder Ideogramm | OLD PERSIAN SIGN VA           | Altpersisches Zeichen Va           |
| U+103BB (66491) | 𐎻               | anderer Buchstabe, Silbe oder Ideogramm | OLD PERSIAN SIGN VI           | Altpersisches Zeichen Vi           |
| U+103BC (66492) | 𐎼               | anderer Buchstabe, Silbe oder Ideogramm | OLD PERSIAN SIGN RA           | Altpersisches Zeichen Ra           |
| U+103BD (66493) | 𐎽               | anderer Buchstabe, Silbe oder Ideogramm | OLD PERSIAN SIGN RU           | Altpersisches Zeichen Ru           |
| U+103BE (66494) | 𐎾               | anderer Buchstabe, Silbe oder Ideogramm | OLD PERSIAN SIGN LA           | Altpersisches Zeichen La           |
| U+103BF (66495) | 𐎿               | anderer Buchstabe, Silbe oder Ideogramm | OLD PERSIAN SIGN SA           | Altpersisches Zeichen Sa           |
| U+103C0 (66496) | 𐏀               | anderer Buchstabe, Silbe oder Ideogramm | OLD PERSIAN SIGN ZA           | Altpersisches Zeichen Za           |
| U+103C1 (66497) | 𐏁               | anderer Buchstabe, Silbe oder Ideogramm | OLD PERSIAN SIGN SHA          | Altpersisches Zeichen Sha          |
| U+103C2 (66498) | 𐏂               | anderer Buchstabe, Silbe oder Ideogramm | OLD PERSIAN SIGN SSA          | Altpersisches Zeichen Ssa          |
| U+103C3 (66499) | 𐏃               | anderer Buchstabe, Silbe oder Ideogramm | OLD PERSIAN SIGN HA           | Altpersisches Zeichen Ha           |
| U+103C8 (66504) | 𐏈               | anderer Buchstabe, Silbe oder Ideogramm | OLD PERSIAN SIGN AURAMAZDAA   | Altpersisches Zeichen Aurumazdaa   |
| U+103C9 (66505) | 𐏉               | anderer Buchstabe, Silbe oder Ideogramm | OLD PERSIAN SIGN AURAMAZDAA-2 | Altpersisches Zeichen Aurumazdaa 2 |
| U+103CA (66506) | 𐏊               | anderer Buchstabe, Silbe oder Ideogramm | OLD PERSIAN SIGN AURAMAZDAAHA | Altpersisches Zeichen Aurumazdaaha |
| U+103CB (66507) | 𐏋               | anderer Buchstabe, Silbe oder Ideogramm | OLD PERSIAN SIGN XSHAAYATHIYA | Altpersisches Zeichen Xshaayathiya |
| U+103CC (66508) | 𐏌               | anderer Buchstabe, Silbe oder Ideogramm | OLD PERSIAN SIGN DAHYAAUSH    | Altpersisches Zeichen Dahyaaush    |
| U+103CD (66509) | 𐏍               | anderer Buchstabe, Silbe oder Ideogramm | OLD PERSIAN SIGN DAHYAAUSH-2  | Altpersisches Zeichen Dahyaaush 2  |
| U+103CE (66510) | 𐏎               | anderer Buchstabe, Silbe oder Ideogramm | OLD PERSIAN SIGN BAGA         | Altpersisches Zeichen Baga         |
| U+103CF (66511) | 𐏏               | anderer Buchstabe, Silbe oder Ideogramm | OLD PERSIAN SIGN BUUMISH      | Altpersisches Zeichen Buumish      |
| U+103D0 (66512) | 𐏐               | andere Interpunktion                    | OLD PERSIAN WORD DIVIDER      | Altpersisches Worttrennungszeichen |
| U+103D1 (66513) | 𐏑               | buchstabenartige Ziffer                 | OLD PERSIAN NUMBER ONE        | Altpersische Zahl Eins             |
| U+103D2 (66514) | 𐏒               | buchstabenartige Ziffer                 | OLD PERSIAN NUMBER TWO        | Altpersische Zahl Zwei             |
| U+103D3 (66515) | 𐏓               | buchstabenartige Ziffer                 | OLD PERSIAN NUMBER TEN        | Altpersische Zahl Zehn             |
| U+103D4 (66516) | 𐏔               | buchstabenartige Ziffer                 | OLD PERSIAN NUMBER TWENTY     | Altpersische Zahl Zwanzig          |
| U+103D5 (66517) | 𐏕               | buchstabenartige Ziffer                 | OLD PERSIAN NUMBER HUNDRED    | Altpersische Zahl Hundert          |